# (1408) Trusanda
(1408) Trusanda est un astéroïde de la ceinture principale découvert le 23 novembre 1936 par l'astronome allemand Karl Wilhelm Reinmuth. Le lieu de découverte est Heidelberg (024). Sa désignation provisoire était 1936 WF.